# Палаты Хованских в Старопименовском переулке
Палаты Хованских в Старопименовском переулке расположены в Москве, в пределах Садового кольца, по адресу Старопименовский переулок, дом 11, строение 2.

## История
- Московские предания связывают палаты с родом князей Хованских, представители которого после смерти царей Алексея Михайловича и его старшего сына Федора Алексеевича захватили управление Стрелецкого приказа, были обвинены в попытке захвата управления и затем казнены.
  - Эти события легли в основу оперы Модеста Мусоргского «Хованщина».

В XIX в. с комплексом палат Хованских были связаны многие выдающиеся  деятели русской истории и культуры.
В начале 1830-х годов в этом доме жила В. М. Нарышкина, брат которой М. М. Нарышкин был членом Северного общества декабристов, а сестра – легендарная мать Мария (Нарышкина-Тучкова) - вдова генерала А. А. Тучкова, погибшего в Бородинской битве, в память о котором мать Мария устроила храм, ставший основой Спасо-Бородинского монастыря в память всех погибших в Бородинской битве.
- В 1840-е гг. комплекс палат Хованских получил известность, став одним из культурных центров Москвы, когда здесь поселился писатель Н. В. Сушков, женатый на сестре Ф. И. Тютчева и приходившийся дядей поэтессе Е. П. Ростопчиной.
  - Салон Сушкова посещали Н. В. Гоголь, П. А. Вяземский, молодой Л. Н. Толстой и другие деятели русской культуры.

## Архитектура
Предположительно, здание несколько раз капитально перестраивалось, при этом уже в XVIII веке (после пожаров 1738 и 1771 гг.?) от палат остался только существующий и ныне нижний ярус.
Вероятно, до Отечественной войны 1812 г. здание имело полноценный верхний ярус, но при восстановлении Москвы после нашествия Наполеона, у здания был устроен так называемый «сокращенный» мезонин.
Палаты являются крупным комплексом в нижней цокольной (полуподвальной) части здания, который уходит вниз на уровень 2 метра от современного уровня почвы (или культурного слоя).

### Состояние
В здании проводятся поддерживающий ремонт и отдельные работы по приспособлению для современного использования.

## Использование
На 2019 год в здании располагаются: салон красоты, отель, клуб, кафе и т.д.